# Le Papa de Simon
Le Papa de Simon est une nouvelle de Guy de Maupassant, parue en 1879.

## Historique
Le Papa de Simon a été d'abord publié dans la revue La Réforme politique, littéraire, philosophique, scientifique et économique du 1er décembre 1879  avant d'être intégrée au recueil La Maison Tellier en 1881. La nouvelle est reprise dans le supplément littéraire de La Lanterne le 17 mars 1889.
Pour cette nouvelle, l'auteur a été payé seize centimes la ligne. Gustave Flaubert avait refusé une offre de la même revue à 30 centimes la ligne.     

## Résumé
Dans un village, Simon, élève de 8 ans, va à l'école pour la première fois. Sa mère, célibataire, est surnommée la Blanchotte. Ses camarades se moquent de lui car il n'a pas de père. L'enfant veut se noyer dans une rivière, mais Philippe Rémy, un forgeron, l'aperçoit et lui dit que tout le monde a un papa, après cela il le raccompagne chez lui. Simon écoute le forgeron et lui propose un marché : le forgeron doit jouer le rôle de son père, sinon Simon retournera se noyer dans la rivière. À la fin de ce récit, le forgeron prend pour épouse la Blanchotte, et les camarades de classes de Simon arrêtent de se moquer car il a enfin un papa.

## Édition
- « Le Papa de Simon », Maupassant, contes et nouvelles, textes établis et annotés par Louis Forestier, Gallimard, Bibliothèque de la Pléiade, 1974  (ISBN 978-2-07-010805-3).